# Trittico Khakhuli

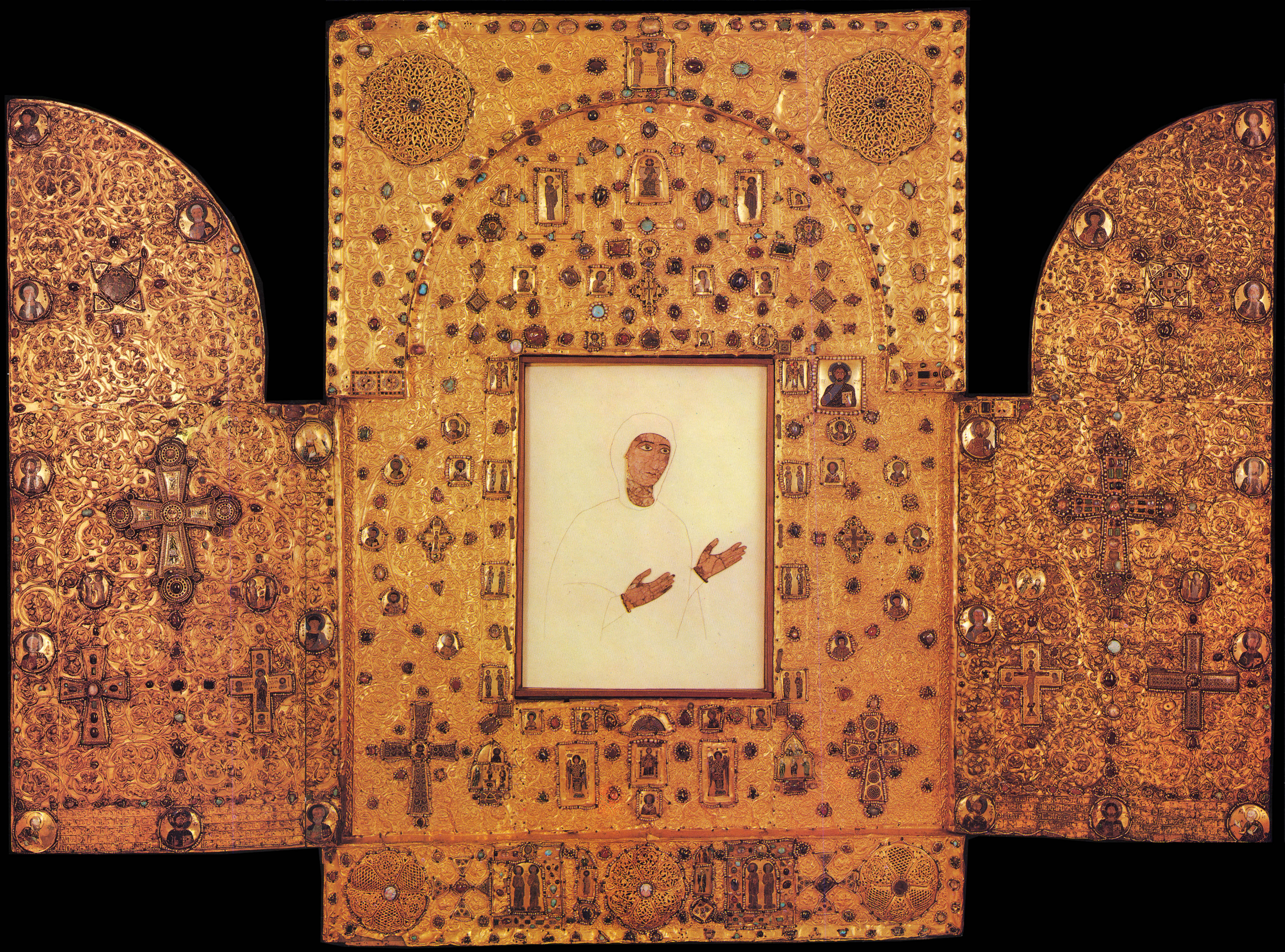
Il trittico Khakhuli

Il trittico Khakhuli (in georgiano ხახულის ხატი?, khakhulis khati) è una grande icona a trittico a sbalzo, parzialmente conservata della Theotokos (Vergine Maria) realizzata nella Georgia medievale. Comprende oltre 100 esemplari di smalto cloisonné georgiano e bizantino datati dall'VIII al XII secolo. L'icona è ora in mostra al Museo d'Arte della Georgia a Tbilisi.

## Storia

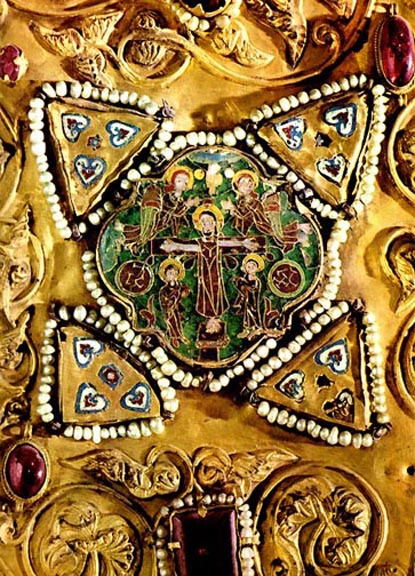
"Crocifissione" dal trittico Khakhuli

Il trittico Khakhuli prende il nome dal monastero medievale georgiano Khakhuli (ora Haho in Turchia), dove era originariamente conservato. All'inizio del XII secolo, il re georgiano Davide il Costruttore donò all'icona diverse pietre preziose, mentre il suo successore Demetrio I fece trasferire l'icona, già venerata come miracolosa, al monastero di Gelati vicino Kutaisi, nella Georgia occidentale, dove fu ulteriormente ristrutturata e incastonata in una cornice d'oro con ali d'argento dorato durante il regno della regina Tamara. Secondo le Cronache georgiane, il principale compendio di testi storici medievali dell'area, curati dal cronista Leonti Mroveli nell'XI secolo, la regina Tamara era particolarmente devota all'icona e le donò uno stendardo del califfato Eldiguzide catturato nella battaglia di Shamkor del 1195.
L'icona fu rubata da Gelati nel 1859, presumibilmente su istigazione del governatore russo di Kutaisi, il conte Levashov. Gran parte dell'oro e dei gioielli furono staccati dall'opera e venduti in Russia. Successivamente, Levashov commissionò una riproduzione in metallo a un orafo di Mosca per farne dono al monastero di Gelati nel 1865. L'icona originale, così come molti dei suoi medaglioni, entrò successivamente nella collezione privata del pittore russo Mikhail Botkin per poi diventare proprietà del Museo dell'Ermitage. L'icona è stata restituita alla Repubblica Socialista Sovietica Georgiana solo nel 1923 in uno stato gravemente frammentato.

## Descrizione

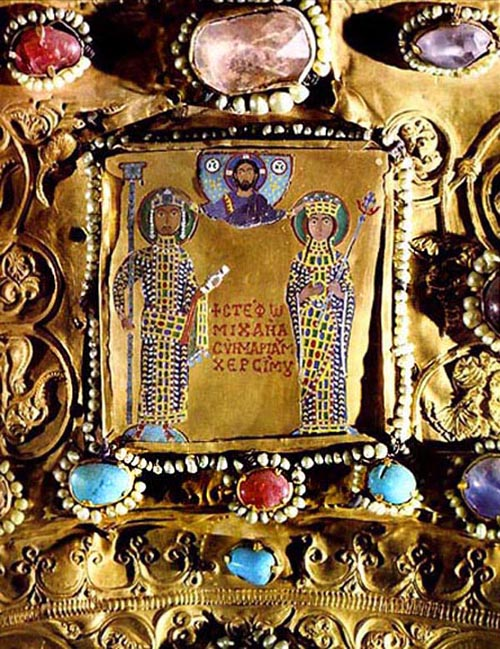
"Michael VII Doukas e Maria" dal trittico Khakhuli

Il trittico Khakhuli è una delle più grandi opere d'arte in smalto al mondo, con la sua altezza di 1,47 m e larghezza (con pannelli aperti) di 2,02 m.
La parte centrale del trittico, una grande icona (116 × 95 cm) della Theotokos Hodegetria, era originariamente di metallo prezioso. Lo sfondo realizzato a sbalzo è ormai perduto e sopravvivono solo il volto e le mani smaltate della Vergine.
Il trittico è ornato da 115 smalti cloisonné provenienti dalle botteghe di Georgia e Costantinopoli dall'VIII al XII secolo. Gli smalti sono in forma di medaglioni rotondi, placche rettangolari e cruciformi, principalmente con raffigurazioni di santi e alcuni sono decorati con motivi ornamentali. Il coperchio del reliquiario è ornato da una placca cloisonné del X secolo con una scena della Crocifissione. Di particolare rilievo è lo smalto apicale di una coppia reale che un'iscrizione greca identifica come l'imperatore bizantino Michele VII Doukas e la sua consorte georgiana Maria Bagrationi, figlia di Bagrat IV di Georgia, entrambi rappresentati come incoronatori. Questo medaglione, forse portato in Georgia da Maria nel 1072, era l'unica figura visibile quando il trittico era chiuso.